# Pave Benedikt 5.
Benedikt 5. (født i Rom – død 4. juli 965 i Hamborg) var pave fra 22. maj 964 indtil, han blev afsat af kejseren 23. juni 964.
Benedikt var kardinaldiakon, og var så berømt for sin læredom, at han kaldtes Grammaticus, da han blev udpeget til pave. Omstændighederne ved tiltrædelsen var kaotiske og kritiske. Kejser Otto den Store havde støttet Pave Johannes 12., og udset sin egen kandidat, Pave Leo 8. Men så snart romerne fik chancen, forviste de Leo fra byen, og da Johannes 12. døde den 14. maj 964, valgte de kardinal Benedikt i stedet.
Kejser Otto blev rasende over udnævnelsen, så han tog til Rom og afsatte Benedikt den 23. juni 964. Ved synoden, hvor han blev afsat, blev pavestaven brækket på hans hoved af Leo 8., hvilket er den første omtale af den. Det er mere sandsynligt, at Benedikt styrtet end, at han trådte tilbage frivilligt.
Efter at Leo blev indsat i Den Hellige Stol, forlod kejser Otto Rom og tog Benedikt med sig til Tyskland. Benedictus blev sat under opsyn af ærkebiskop Adaldag af Hamburg-Bremen, som udviste stor forståelse og ligefrem præsenterede ham som pave for nogle af Tysklands præster.
Han blev først stedt til hvile i Hamburger Dom, men blev senere ført tilbage til Rom.